# Кургальджин (озеро)
Кургальджин — озеро в центральной части Казахстана, входит в Тенгиз-Кургальджинскую систему озёр.
Озеро расположено на дне крупной Тенгиз-Кургальджинской впадины на высоте 307,5 м. Площадь поверхности — 330 км². Длина — 33 км, наибольшая ширина — 21 км. Наибольшая глубина — 3 м, средняя — 1,6 м. Объём воды в озере составляет приблизительно 0,5 км³. Площадь водосбора — 55 тыс. км².
Северные (до 4—6 м высотой) и восточные берега крутые, западные и южные — пологие, с характерной тростниковой растительностью. Дно плоское, глинистое, покрытое серым или чёрным илом.
Питание снеговое. В Кургальджин впадает река Нура. Во время весеннего половодья вода из озера сбрасывается по Нуре в озеро Тенгиз. Минерализация воды различается на разных участках озера: около устья реки Нура вода пресная, в остальных частях озера — солоноватая. Диапазон изменения минерализации воды — от 0,7 до 3,5 г/л.
На озере насчитывается около 40 островов, наиболее крупные из которых — Арал-Тюбе, Кокпекты и Жар-Тюбе. Встречаются и плавучие острова, на которых селятся колонии чаек и крачек, гнездятся утки и поганки.
Озеро богато рыбой (карась, зеркальный карп, щука, линь, язь, окунь и др.). На побережье обитают лебеди, скопа и другие птицы. В камышах встречается дикий кабан.
Озеро Кургальджин входит в состав Коргалжынского заповедника. Заповедник создан для сохранения гнездовий розового фламинго.
В 1976 году Тенгиз-Кургальджинская система озёр была включена в перечень водно-болотных угодий международного значения, подпадающих под действие Рамсарской конвенции.